# Дейн Кук
Дейн Кук (на английски: Dane Jeffrey Cook) е американски комик и актьор. Роден е на 18 март 1972 г. в Кеймбридж. Има ирландско-италиански произход. Живее в Лос Анджелис.
Неговият шоу материал се базира до голяма част на всекидневен хумор. Някои от темите на неговото творчество са например автопътните произшествия. Кук е известен с това, че наименува определени неща по свой си начин; така например sandwich се казва sangwich или съкращението BAMF, зад което се крие „Bad Ass Motherfucker“.
Кук е определен като най-поулярният човек в MySpace (след основателя Том Андерсън), поради факта че, приемайки всички покани за приятелство, които е получил, той е събрал най-големия приятелски кръг в MySpace. Актуалният им брой е над 2 400 000 приятели.
В началото Дейн Кук работи в Бъргър Кинг, където брат му е мениджър.

## Super Finger
Друго, с което Дейн Кук е известен, е така нареченият супер пръст Su-Fi (произнася се „су-фай“). Това е жест с ръката, при който средният и безименен пръст сочат навън, показалецът и кутрето са свити, а палецът е протегнат встрани. Кук определя супер пръста като подобрение на показването на среден пръст. Той самият твърди, че това е минало всякакъв контрол, тъй като той непрекъснато получава снимки от хора от цял свят, на които в една или друга форма е представен супер пръста.
Дейн Кук основава през 2005 своя собствена звукозаписна компания, която нарича Superfinger Entertainment.

## Дискография

### Албуми
- - 2003: Harmful If Swallowed (CD/DVD) Comedy Central. #67 US. Certified Platinum
  - 2005: Retaliation (2CD/DVD) Comedy Central. #4 US. Certified Double Platinum
  - 2007: Rough Around the Edges: Live From Madison Square Garden (CD/DVD)

### DVD
- - 2006: Vicious Circle DVD. HBO.
  - 2006: Dane Cook’s Tourgasm DVD. HBO. Comedy Central.
  - 2007: The Lost Pilots DVD. Sony Pictures Television

## Филми
- 1997: Flypaper
- 1997: Buddy
- 1999: Spiral
- 1999: Simon Sez
- 1999: Mystery Men
- 2002: L.A.X.
- 2002: The Touch
- 2003: Stuck on You (Лепнат за теб)
- 2004: Mr. 3000
- 2004: Torque
- 2005: Waiting … (Келнери)
- 2005: London
- 2006: Employee of the Month
- 2007: Mr. Brooks
- 2007: Dan in Real Life
- 2007: Good Luck Chuck (Късметлията Чък)
- 2008: My Best Friends Girl
- 2013: Planes (Самолети)